# کوفی کیناتا
مارتین کینگ آرتور معروف به کوفی کیناتا یک نوازنده و ترانه‌سرای غنائی اهل تاکورادی است. او به خاطر سبک موسیقی رپی که اجرا می‌کند مشهور است و به همین دلیل به عنوان خدای رپ (FRG) شناخته می‌شود. کوفی کیناتا سفیر حسن نیت سازمان بین‌المللی مهاجرت (IOM) سازمان ملل است.